# ロンリー・ハート (Lonely Hearts)
「ロンリー・ハート（Lonely Heart）」は、クリエーションのシングル。1981年4月21日に東芝EMIから発売された。※英語表記で最後に「s」を付けている場合があるが、正式には付かない。
ボーカルはアイ高野。
当初は「クリエイション」名義で活動していたが、本シングルおよび同名アルバムの発表に伴い「クリエーション」へと変更した。

## 解説
1981年4月～9月に、日本テレビ系列で火曜日夜21時より放映されたテレビドラマ「プロハンター」の主題歌に採用。また当ドラマ放送中のBGMも、クリエーションが担当した。
オリコンチャート上において、シングル発売当初は伸び悩んだが、1981年夏頃から徐々に順位を上昇、週間最高は8位。37.7万枚を売上、1981年度の年間ランキングは37位。クリエーション（前バンド・クリエイション名義も含め）として最大のヒット・シングル。
TBS系列『ザ・ベストテン』では、シングル発売から5か月経過後の1981年9月24日放送時第9位に初登場。その後同年10月8日に最高の第8位を獲得、10月22日放送時の第9位迄、合計で連続5週間ランクインされた。

## 収録曲
作曲：竹田和夫　編曲：クリエーション
SIDE A
1. ロンリー・ハート（Lonely Heart）
  - 作詞：大津あきら

SIDE B
1. LONELY HEART（英語盤）
  - 英語詞：Debbie George,大沢博美,竹田和夫

## 関連ソフト
- 「プロハンター MUSIC FILE」1992年11月、バップ - ドラマのBGM集。この曲の各バージョンが収録されている。